# Earth A.D./Wolfs Blood
Earth A.D. / Wolfs Blood – druga płyta zespołu The Misfits wydana w grudniu 1983 roku przez firmę Plan 9 Records.

## Lista utworów
1. "Earth A.D." - 2:09
2. "Queen Wasp" - 1:32
3. "Devilock" - 1:26
4. "Death Comes Ripping" - 1:53
5. "Green Hell" - 1:53
6. "Wolfs Blood" - 1:13
7. "Demonomania" - 0:45
8. "Bloodfeast" - 2:29
9. "Hellhound" - 1:16

Wydanie kasetowe i CD
1. "Mommy, Can I Go Out & Kill Tonight?" - 2:03
2. "Die, Die My Darling" - 3:11
3. "We Bite" - 1:15

## Muzycy
- Glenn Danzig - wokal
- Doyle - gitara
- Jerry Only - gitara basowa
- ROBO - perkusja
- Arthur Googy - perkusja (w Die, Die My Darling)